# تو همه را گرفتی
«تو همه را گرفتی» (انگلیسی: You Got It All) ترانه‌ای از گروه موسیقی آمریکایی د جتز است. این ترانه در سال ۱۹۸۶ به‌عنوان چهارمین تک‌آهنگ آلبومشان منتشر شد. همچنین به رتبه سه در ۱۰۰ آهنگ داغ بیلبورد ایالات متحده رسید.

## نسخه بریتنی اسپیرز
نسخه‌ای بازخوانی شده از بریتنی اسپیرز برای آلبوم اوه!... باز هم دسته‌گل به آب دادم (۲۰۰۰) منتشر شد. اسپیرز در سال ۱۹۹۷ این ترانه را در ابتدا برای آلبوم ... عزیزم یک بار دیگر (۱۹۹۸) ضبط کرده بود.